# Agapito Rey
Agapito Rey (Pontevedra, 1892 - Bloomington, Indiana, 1987) fue un historiador de la literatura español.
Aunque nació en Pontevedra se educó en los Estados Unidos, donde vivió desde su adolescencia y donde completó sus estudios, centrados en el medievalismo y en algunos aspectos de la herencia hispánica de los Estados Unidos. Fue profesor de la Universidad de Indiana. Editó y estudió las Sumas de historia troyana de Leomarte, Madrid: S. Aguirre imp., 1932; los Castigos e documentos del rey don Sancho, (Bloomington, 1952); el Regimiento de Príncipes (1952); el Libro de los cien capítulos, (Bloomington, 1960), uno de los principales títulos de prosa sapiencial castellana, sobre la base de los cuatro códices conocidos entonces (Biblioteca Nacional de Madrid, manuscritos 9216, 6608 y 8405, y Biblioteca Menéndez Pelayo de Santander, manuscrito 108), aunque hoy se conocen dos más, sin contar las copias incompletas y el Libro del Consejo y de los Consejeros (Zaragoza, 1962).
En colaboración con Antonio García Solalinde escribió Ensayo de una bibliografía de las leyendas troyanas (Bloomington, 1942), y con George Peter Hammond, The Rodriguez Narrative of the Chamuscado Expedition to New Mexico (Santa Fe, 1927); Obregon's History of the Southwest, (Los Ángeles, 1928); Espejo's Expedition to New Mexico, (Los Ángeles, 1929); New México in 1602 (Albuquerque, 1938); Narratives of the Coronado Expedition, (Albuquerque, 1940); The Benavides Memorial of 1634, (Albuquerque, 1944) y  Juan de Oñate, Colonizer of New Mexico (Albuquerque, 1953).
- Datos: Q5659641